# Me an' Bill (film 1912)
Me an' Bill (o Me and Bill) è un cortometraggio muto del 1912 scritto e diretto da Colin Campbell. Prodotto dalla Selig, aveva tra gli interpreti Roy Watson, Tom Santschi, Bessie Eyton, Herbert Rawlinson.

## Produzione
Il film fu prodotto dalla Selig Polyscope Company.

## Distribuzione
Distribuito dalla General Film Company, il film - un cortometraggio di una bobina - uscì nelle sale cinematografiche statunitensi il 4 aprile 1912.